# Ben Ainslie
Sir Charles Benedict (Ben) Ainslie, CBE, (Macclesfield, 5 februari 1977), is Engelse wedstrijdzeiler. Hij werd viermaal olympisch kampioen, tienmaal wereldkampioen en negenmaal Europees kampioen. Hij nam vijfmaal deel aan de Olympische Spelen en won hierbij in totaal vijf medailles.
Zijn vader deed in 1973 mee aan de Whitbread Round the World Race. Ben begon op 8-jarige leeftijd met zeilen. Op 12-jarige leeftijd nam hij voor het eerste deel aan de wereldjeugdkampioenschappen. Toen hij 16 was werd hij voor het eerste wereldkampioen Laser Radial. In 1995 werd hij wereldjeugdkampioen met de standaard Laser. In 1996 won hij bij de senioren een bronzen medaille bij de wereldkampioenschappen in dezelfde klasse.
Op de Olympische Zomerspelen 1996 in Atlanta maakte hij zijn olympisch debuut. Hij vertegenwoordigde hij Groot-Brittannië op het onderdeel Laser. Er ontstond een tweestrijd tussen de Braziliaanse wereldkampioen Robert Scheidt en Ainslie die hij ternauwernood verloor. Op de laatste dag zou hij aan een overwinning genoeg hebben om olympisch goud te behalen maar werd bij de start gediskwalificeerd.
In 1997 werd Ainslie opnieuw derde bij de wereldkampioenschappen. In 1999 kon hij het wereldkampioenschap in zijn voordeel beslissen en won hij voor de eerste maal in zijn sportieve loopbaan de wereldtitel. In Europa was hij op dat moment al dominerend en won hij in 1996, 1998, 1999 en 2000 de Europese titel. In 2000 won Robert Scheidt zijn wereldtitel terug. Op de Olympische Zomerspelen 2000 in Sydney versloeg hij Robert Scheidt en won hij zijn eerste olympische titel.
Hierna wisselde hij van de Laser naar de Finn en nam voor de grotere boot 15 kg in gewicht toe. In 2002 werd hij voor de eerste maal wereldkampioen in deze klasse, hetgeen hij in 2003 en 2005 kon herhalen. Hiertussen won hij op de Olympische Zomerspelen 2004 in Atlanta eveneens een gouden medaille. Op de Olympische Zomerspelen 2008 in Peking won hij opnieuw goud en werd hiermee de meest succesvolle Britse zeiler.
Op 19 mei 2012 was hij de eerste persoon in Groot-Brittannië die de olympische vlam droeg. Op de Olympische Zomerspelen 2012 in Londen won hij voor de vierde maal op rij een gouden medaille. In dat jaar was hij eveneens geselecteerd als vlaggendrager voor het Britse team bij de sluitingsceremonie.

## Onderscheidingen
- Lid in de Orde van het Britse Rijk (MBE) 2001
- Officier in de Orde van het Britse Rijk (OBE) 2005
- Commandeur in de Orde van het Britse Rijk (CBE) 2009

## Nominaties
- British Yachtsman of the Year (Brits zeiler van het jaar) 1995, 1999, 2000, 2002
- ISAF World Sailor of the Year (Wereldzeiler van het jaar) 1998, 2002, 2008, 2012

## Palmares

### Olympische Spelen
- 1996:  Atlanta - Laser
- 2000:  Sydney - Laser
- 2004:  Athene - Finn-Dinghy
- 2008:  Peking - Finn-Dinghy
- 2012:  Londen - Finn-Dinghy

### Wereldkampioenschap
- 1993:  Takapuna - Laser
- 1993:  Takapuna - Laser-Radial
- 1996:  Simon's Town - Laser
- 1997:  Algarrobo - Laser
- 1998:  Dubai - Laser
- 1999:  Melbourne - Laser
- 2000:  Cancun - Laser
- 2002:  Athene - Finn-Dinghi
- 2003:  Kadyks - Finn-Dinghi
- 2004:  Rio de Janeiro - Finn-Dinghi
- 2005:  Moskou - Finn-Dinghi
- 2008:  Melbourne - Finn-Dinghi
- 2012:  Falmouth - Finn-Dinghi

### EK
- 1992:  Mariestad - Laser Radial
- 1993:  Cagliari - Laser Radial
- 1996:  Quiberon - Laser
- 1997:  Cascais - Laser
- 1998:  Breitenbrunn - Laser
- 1999:  Helsinki - Laser
- 2000:  Warnemünde - Laser
- 2002:  Cesme - Finn
- 2003:  Marstrand - Finn
- 2004:  La Rochelle - Finn
- 2005:  Kalmar - Finn
- 2008:  Scarlino - Finn

### America's Cup
- 2013:  San Francisco - AC72, tactieker

1996: Robert Scheidt ·
2000: Ben Ainslie ·
2004: Robert Scheidt ·
2008: Paul Goodison ·
2012: Tom Slingsby ·
2016: Tom Burton ·
2020: Matthew Wearn ·
2024: Matthew Wearn
1952: Paul Elvstrøm ·
1956: Paul Elvstrøm ·
1960: Paul Elvstrøm ·
1964: Wilhelm Kuhweide ·
1968: Valentin Mankin ·
1972: Serge Maury ·
1976: Jochen Schümann ·
1980: Esko Rechardt ·
1984: Russell Coutts ·
1988: José Doreste ·
1992: José van der Ploeg ·
1996: Mateusz Kusznierewicz ·
2000: Iain Percy ·
2004: Ben Ainslie ·
2008: Ben Ainslie ·
2012: Ben Ainslie ·
2016: Giles Scott ·
2020: Giles Scott
- Gemeinsame Normdatei: 1168481856
- International Standard Name Identifier: 0000 0000 3892 9852
- Library of Congress Control Number: nb2002004571
- Nederlandse Thesaurus van Auteursnamen: 238861562
- Virtual International Authority File: 58585363
- WorldCat: E39PBJmXHtHVhBRgxWWhXPm68C